# Arido-Amerika

Arido-Amerika, regio van Noord-Amerika

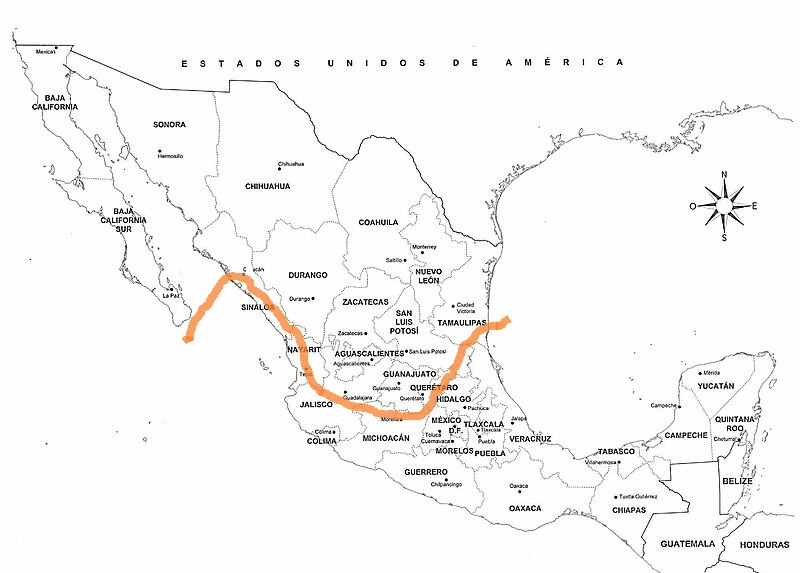
Ongeveer de grens tussen Arido-Amerika en Meso-Amerika

Arido-Amerika is een culturele en ecologische regio die zich uitstrekt over Noord-Mexico en het zuidwesten van de Verenigde Staten, en wordt gekenmerkt door de aanwezigheid van de droogtebestendige, cultureel belangrijke basisvoedsel, de teparyboon (Phaseolus acutifolius). Het dorre klimaat en landschap staan in contrast met het groene Meso-Amerika van het huidige Centraal-Mexico tot aan Centraal-Amerika in het zuidoosten, en het hogere, mildere Oasis-Amerika in het noorden. Arido-Amerika overlapt beide. 
De regio telt slechts 120 tot 160 mm jaarlijkse neerslag. De schaarse regenval voedt seizoensgebonden stromen en waterpoelen. Vanwege de relatief moeilijke omstandigheden ontwikkelden de precolumbiaanse mensen in deze regio hun eigen culturen en landbouwmethoden die in hun levensonderhoud voorzagen.  
De term werd in 1985 geïntroduceerd door de Amerikaanse antropoloog Gary Paul Nabhan, voortbouwend op eerder werk van de antropologen Alfred L. Kroeber en Paul Kirchhoff om een culturele entiteit voor de woestijnregio te identificeren. Kirchhoff introduceerde de term Arid America voor het eerst in 1954 en schreef: 
Ik stel voor om voor de verzamelaars de namen "Aride Amerika" en "Aride Amerikaanse cultuur" te gebruiken, en voor de landbouwers de namen "Oasis-Amerika" en "Amerikaanse oasiscultuur".
De Mexicaanse antropoloog Guillermo Bonfil Batalla merkte op dat hoewel het onderscheid tussen Arido-Amerika en Meso-Amerika nuttig was voor het begrijpen van de algemene geschiedenis van precolumbiaans Mexico, de grens tussen de twee niet opgevat moest worden als een barrière die twee radicaal verschillende werelden scheidde, maar eerder als een variabele grens tussen klimaatregio’s. De inwoners van Arido-Amerika leefden op een onstabiele en fluctuerende grens en stonden in constante relaties met de beschavingen in het zuiden. 

## Economie
De Chichimeken, een overkoepelende term voor verschillende stammen van de Nahua, waren jagers-verzamelaars in de graslanden van Arido-Amerika. Ze verzamelden magueys, yuccabloemen, mesquitebonen, chiazaden en cactussen, waaronder de bladeren van de vruchten van de schijfcactus. De honderdjarige aloë (Agave americana) was een belangrijke voedingsbron in de regio. 
Ondanks de droge omstandigheden kende Arido-Amerika een grote diversiteit aan wilde en gedomesticeerde teparybonen (Phaseolus acutifolius) en was het een mogelijke plek waar ze gedomesticeerd zijn. De maïsteelt bereikte Arido-Amerika rond 2100 v.Chr. Archeologen zijn het er niet over eens of de plant door Uto-Azteekse migranten uit Meso-Amerika werd geïntroduceerd of dat ze zich noord- of zuidwaarts vanuit andere groepen verspreidde door culturele ontlening. 
In Baja California leverden de visserij en de jacht voedsel op, evenals het oogsten van eikels, cactusvijgen, pijnboompitten en andere inheemse planten. 
Oorspronkelijk knotten de mensen in Arido-Amerika wilgen. De wilgentenen werden dicht op elkaar gevlochten om waterdichte manden te maken. Hierin werd een brij gekookt, met behulp van in vuur verhitte en in de manden gedompelde stenen. 

## Politieke geografie
De huidige Mexicaanse staten die in Arido-Amerika liggen zijn:
- Aguascalientes
- Baja California
- Baja California Sur
- Coahuila
- Chihuahua
- Durango
- Nayarit
- Nuevo León
- San Luis Potosí
- Sinaloa
- Sonora
- Tamaulipas
- Zacatecas

De noordelijke delen van:
 
- Hidalgo
- Guanajuato
- Querétaro
- Jalisco

De zuidelijke delen van de Verenigde Staten die binnen Arido-Amerika liggen zijn:
- Arizona
- Californië
- Nevada
- New Mexico
- Texas